# Norrbotniabanan
| Streckenlänge: | etwa 270 km          |                                                                |                                                                |
| Spurweite: | 1435 mm (Normalspur) |                                                                |                                                                |
| Stromsystem: | 15 kV 162/3 Hz ~     |                                                                |                                                                |
| Streckengeschwindigkeit: | 250 km/h             |                                                                |                                                                |
| |                      |                                                                |                                                                |
| \| \| \| Bahnstrecke Luleå–Narvik von Narvik \| \| \| \| \| Luleå \| \| \| \| \| Bahnstrecke Luleå–Narvik nach Luleå malmbangård \| \| \| \| \| Bahnstrecke Nyfors–Piteå von Nyfors / Älvsbyn \| \| \| \| \| Piteå \| \| \| \| \| Bahnstrecke Nyfors–Piteå nach Haraholmen (Piteå hamn) \| \| \| \| \| Byske[1] (nur Regionalzüge) \| \| \| \| \| Byskeälven \| \| \| \| \| Bahnstrecke Bastuträsk–Skelleftehamn von Bastuträsk \| \| \| \| ~126 \| Skellefteå \| Skellefteå \| \| \| \| Bahnstrecke Bastuträsk–Skelleftehamn nach Skelleftehamns Nedre \| \| \| \| \| Skellefte älv \| \| \| \| \| Yttervik \| \| \| \| ~105 \| Bureå[1] (Flughafen Skellefteå, nur Regionalzüge) \| Bureå[1] (Flughafen Skellefteå, nur Regionalzüge) \| \| \| \| Bureälven \| \| \| \| \| Kroknäs \| \| \| \| ~61 \| Robertsfors (nur Regionalzüge) \| Robertsfors (nur Regionalzüge) \| \| \| \| Rickleån \| \| \| \| \| Rickleå \| \| \| \| \| Palmbrånet \| \| \| \| \| Sävarån \| \| \| \| ~23 \| Sävar (nur Regionalzüge) \| Sävar (nur Regionalzüge) \| \| \| ~15 \| Dåva \| Dåva \| \| \| \| Ersmarkstunneln (etwa 1600 m) \| \| \| \| \| Bahnstrecke Vännäs–Holmsund von Vännäs \| \| \| \| 885,800 \| Umeå godsbangård \| Umeå godsbangård \| \| \| 888,0010 \| Umeå C \| Umeå C \| \| \| \| Botniabanan nach Örnsköldsvik C \| \| |                      |                                                                |                                                                |
| Strecke |                      | Bahnstrecke Luleå–Narvik von Narvik                            | Bahnstrecke Luleå–Narvik von Narvik                            |
| Bahnhof |                      | Luleå                                                          | Luleå                                                          |
| Abzweig ehemals geradeaus und nach links |                      | Bahnstrecke Luleå–Narvik nach Luleå malmbangård                | Bahnstrecke Luleå–Narvik nach Luleå malmbangård                |
| Abzweig ehemals geradeaus und von rechts |                      | Bahnstrecke Nyfors–Piteå von Nyfors / Älvsbyn                  | Bahnstrecke Nyfors–Piteå von Nyfors / Älvsbyn                  |
| Dienststation / Betriebs- oder Güterbahnhof |                      | Piteå                                                          | Piteå                                                          |
| Abzweig ehemals geradeaus und nach links |                      | Bahnstrecke Nyfors–Piteå nach Haraholmen (Piteå hamn)          | Bahnstrecke Nyfors–Piteå nach Haraholmen (Piteå hamn)          |
| Bahnhof (Strecke außer Betrieb) |                      | Byske (nur Regionalzüge)                                       | Byske (nur Regionalzüge)                                       |
| Brücke über Wasserlauf (Strecke außer Betrieb) |                      | Byskeälven                                                     | Byskeälven                                                     |
| Abzweig ehemals geradeaus und von rechts |                      | Bahnstrecke Bastuträsk–Skelleftehamn von Bastuträsk            | Bahnstrecke Bastuträsk–Skelleftehamn von Bastuträsk            |
| Dienststation / Betriebs- oder Güterbahnhof | ~126                 | Skellefteå                                                     | Skellefteå                                                     |
| Abzweig ehemals geradeaus und nach links |                      | Bahnstrecke Bastuträsk–Skelleftehamn nach Skelleftehamns Nedre | Bahnstrecke Bastuträsk–Skelleftehamn nach Skelleftehamns Nedre |
| Brücke über Wasserlauf (Strecke außer Betrieb) |                      | Skellefte älv                                                  | Skellefte älv                                                  |
| Dienststation / Betriebs- oder Güterbahnhof (Strecke außer Betrieb) |                      | Yttervik                                                       | Yttervik                                                       |
| Bahnhof (Strecke außer Betrieb) | ~105                 | Bureå (Flughafen Skellefteå, nur Regionalzüge)                 | Bureå (Flughafen Skellefteå, nur Regionalzüge)                 |
| Brücke über Wasserlauf (Strecke außer Betrieb) |                      | Bureälven                                                      | Bureälven                                                      |
| Dienststation / Betriebs- oder Güterbahnhof (Strecke außer Betrieb) |                      | Kroknäs                                                        | Kroknäs                                                        |
| Bahnhof (Strecke außer Betrieb) | ~61                  | Robertsfors (nur Regionalzüge)                                 | Robertsfors (nur Regionalzüge)                                 |
| Brücke über Wasserlauf (Strecke außer Betrieb) |                      | Rickleån                                                       | Rickleån                                                       |
| Dienststation / Betriebs- oder Güterbahnhof (Strecke außer Betrieb) |                      | Rickleå                                                        | Rickleå                                                        |
| Dienststation / Betriebs- oder Güterbahnhof (Strecke außer Betrieb) |                      | Palmbrånet                                                     | Palmbrånet                                                     |
| Brücke über Wasserlauf (Strecke außer Betrieb) |                      | Sävarån                                                        | Sävarån                                                        |
| Bahnhof (Strecke außer Betrieb) | ~23                  | Sävar (nur Regionalzüge)                                       | Sävar (nur Regionalzüge)                                       |
| Dienststation / Betriebs- oder Güterbahnhof (Strecke außer Betrieb) | ~15                  | Dåva                                                           | Dåva                                                           |
| Tunnel (Strecke außer Betrieb) |                      | Ersmarkstunneln (etwa 1600 m)                                  | Ersmarkstunneln (etwa 1600 m)                                  |
| Abzweig ehemals geradeaus und von rechts |                      | Bahnstrecke Vännäs–Holmsund von Vännäs                         | Bahnstrecke Vännäs–Holmsund von Vännäs                         |
| Dienststation / Betriebs- oder Güterbahnhof | 885,800              | Umeå godsbangård                                               | Umeå godsbangård                                               |
| Bahnhof | 888,0010             | Umeå C                                                         | Umeå C                                                         |
| Strecke |                      | Botniabanan nach Örnsköldsvik C                                | Botniabanan nach Örnsköldsvik C                                |

Norrbotniabanan ist eine teilweise im Bau befindliche, im nördlichen Teil bisher erst geplante Eisenbahnstrecke für den Hochgeschwindigkeitsverkehr in Schweden. Sie stellt die nördliche Verlängerung der bestehenden Botniabana dar, die in Umeå endet.

## Verbesserungen durch die Neubaustrecke
Die Norrbotniabana soll von Umeå 270 Kilometer nach Norden bis nach Luleå führen. In Luleå gäbe es einen Anschluss zur Erzbahn (Malmbanan) über Kiruna nach Narvik in Norwegen, sowie wenige Kilometer entfernt zur Bahnstrecke Boden–Haparanda zur finnischen Grenze. Die neue, eingleisige Strecke soll für eine Höchstgeschwindigkeit von 250 km/h ausgelegt sein. Damit soll sich die Reisezeit von Umeå nach Luleå auf 90 Minuten verkürzen. Aktuell beträgt die Reisezeit mit der Stambanan genom övre Norrland, die nicht entlang der Küste, sondern durch das Hinterland führt, vier Stunden.
Die neue Strecke kann die Transportkosten der Unternehmen um bis zu 30 Prozent senken. Diese Effizienzsteigerungen wirken sich nicht nur auf den Norden, sondern auch auf den Rest des Landes aus, da mehr als die Hälfte des schweren Güterverkehrs aus dem Norden kommt und dessen Bestimmungsorte im Süden liegen. Viele der aus dem Norden transportierten Rohstoffe werden in anderen Landesteilen verarbeitet.
Auf der Stambana genom övre Norrland kann durch das kurvige und hügelige Profil der Güterverkehr nicht so effizient durchgeführt werden wie in anderen Teilen des Landes. Die neue Küstenbahn zwischen Umeå und Luleå bietet Möglichkeiten für schwerere und längere Züge.
Der regionale Personenverkehr zwischen Umeå, Skellefteå, Piteå und Luleå kann erweitert werden. Neben den Zügen mit höheren Spitzengeschwindigkeiten, die längere Distanzen zurücklegen, soll auch Regionalverkehr erfolgen. Auf Grund der neuesten Umweltvorschriften im Rahmen des Lärmschutzes hinsichtlich bremsenden und anfahrender Güterzüge werden Kreuzungsbahnhöfe außerhalb von Ortschaften angelegt, so dass nur Reisezüge innerhalb der Ortschaften halten.

## Technische Ausführung und Kosten
Der Streckenausbau reduziert die Kohlendioxidemissionen um etwa 80.000 Tonnen pro Jahr und bildet zusammen mit der Stambana genom övre Norrland zwei Strecken in den Norden. Auf der für Reise- und Güterzüge geeigneten Strecke sind etwa 22 Güterzüge und 44 Reisezüge pro Tag geplant. Insgesamt müssen 160 Brücken und 10 Tunnel gebaut werden. Die geplanten Kosten belaufen sich auf 40 Milliarden SEK zum Preisniveau von 2021.

## Südlicher Teil von Umeå nach Skellefteå
Der Neubau dieser etwa 123 km langen Strecke wird in drei Teilabschnitten realisiert. Diese sind:
- Abschnitt Umeå
  - von Umeå godsbangård bis zum Industriegebiet Dåva (ca. 12 km) und weiter an Sävar vorbei (ca. 16 km)
- Abschnitt Robertsfors
  - die gesamte Strecke innerhalb der Kommune (ca. 49 km)
- Abschnitt Skellefteå
  - die Strecke von Ytterbyn bis Skellefteå C (ca. 46 km)[3][4]

### Baubeginn
Am 23. August 2018 fand der erste Spatenstich für den Bau der ersten 12 km von Umeå aus nach Norden durch Ministerpräsident Stefan Löfven und Generaldirektor Lena Erixon von Trafikverket statt. Damit soll das Industriegebiet Dåva nördlich von Umeå erschlossen werden. Dieses Teilstück wird später in die Gesamtstrecke integriert. In Dåva befindet sich das Wärmekraftwerk für Umeå mit zwei Blöcken. Block 1 wird mit Abfall befeuert, Block 2 wird mit Biobrennstoffen wie Holzrückständen, Holzspänen, Rinde, Hobelspänen und Torf betrieben. Am 9. Mai 2019 wurde der Plan für die Erstellung der Strecke von Umeå nach Dåva rechtskräftig, nachdem die nach einer Auslegung der Pläne im Herbst 2018 eingegangenen Einsprüche abgelehnt wurden. Damit konnte mit Erwerb und Erschließung der für den Bau der Strecke benötigten Grundstücke begonnen werden.
Für den etwa 16 km langen Abschnitt von Dåva über den Täfteån bis zur E4 östlich des Degersjön fanden 2018 Untersuchungen über drei mögliche Linienführungen am Ort Sävar vorbei statt. Der Bau über Dåva hinaus bis Skellefteå soll ab 2024[veraltet] begonnen werden, die Inbetriebnahme der Strecke ist für 2028 geplant.
Die Regierung hat Trafikverket am 23. März 2020 die Genehmigung erteilt, die vorbereitenden Arbeiten für den Abschnitt Dåva–Skellefteå durchzuführen. Im Oktober 2022 folgte der Planfeststellungsbeschluss für die Gesamtstrecke von Umeå nach Skellefteå. Im Februar 2025 fasste die Regierung den Beschluss zum Bau. Die Kosten wurden dabei mit knapp 1,7 Mio. Euro veranschlagt.

### Ersmarkstunneln
Der einzige Tunnel im südlichen Teil wird zwischen Umeå und Dåva im Bohr- und Sprengverfahren gebaut. Außer dem 1600 m langen Tunnel wird es im östlichen Bereich einen 800 m langen Service- und Rettungstunnel geben.

## Nördlicher Teil von Skellefteå nach Luleå
Im Frühjahr 2022 verkündete Trafikverket, dass ab 2023 die Planungsarbeiten für den Abschnitt in Piteå beginnen werden.
Seit Februar 2023 wird für den nördlichen etwa 150 km langen Teil der Nordbotniabana die genaue Linienführung festgelegt.